# 616
616 (DCXVI) var ett skottår som började en torsdag i den julianska kalendern.

## Händelser

### Okänt datum
- Den första engelska lagboken skrivs.

## Födda
- Chen Zheng, kinesisk general.

## Avlidna
- Agilulf, langobardisk kung.
- Ethelbert av Kent, kung av Kent.